# María Auxiliadora (Piura)
María Auxiliadora es un caserío peruano ubicado en el distrito de Piura, perteneciente a la provincia y departamento homónimo, al norte del Perú. 

## Ubicación
María Auxiliadora se ubica al oeste de la provincia de Piura, en el distrito de Piura, en el departamento de Piura.

## Demografía
En 2017 María Auxiliadora tenía una población de 114 habitantes.
| Gráfica de evolución demográfica de María Auxiliadora entre 1993 y 2017 |
|                                                                         |
| Fuentes: Población 1993 y 2017                                          |